# هرمان‌سگ
هرمان‌سِگ (به مجاری:  Hermánszeg) یک منطقهٔ مسکونی در مجارستان است که در سابولچ-ساتمار-برگ واقع شده‌است. هرمان‌سگ ۵٫۲۰ کیلومتر مربع مساحت و ۲۴۶ نفر جمعیت دارد.